# Vytina
Vytina  este un oraș în Grecia în Prefectura Arcadia.